# Fletxa Valona 1946
La Fletxa Valona 1946 fou la 10a edició de la cursa ciclista Fletxa Valona. Es disputà el 9 de juny de 1946, entre Mons i Lieja, sobre un recorregut de 253 kilòmetres. El vencedor fou el belga Désiré Keteleer, que s'imposà al seu company d'escapada, el també belga René Walschot. Completà el podi Edward Van Dijck, que arribà a poc més d'un minut encapçalant un petit grup de sis ciclistes.

## Classificació final
|    | Ciclista                | Equip              | Temps      |
| -- | ----------------------- | ------------------ | ---------- |
| 1  | Désiré Keteleer (BEL)   | Groene Leeuw       | 6h 58' 48" |
| 2  | René Walschot (BEL)     |                    | m. t.      |
| 3  | Edward Van Dyck (BEL)   |                    | + 1' 02"   |
| 4  | Émile Masson (BEL)      | Alcyon-Dunlop      | + 1' 02"   |
| 5  | Petrus Van Verre (BEL)  | Garin              | + 1' 02"   |
| 6  | Roger Desmedt (BEL)     | Alcyon-Dunlop      | + 1' 02"   |
| 7  | Émile Faignaert (BEL)   | Dilecta            | + 1' 02"   |
| 8  | Frans Bonduel (BEL)     | Dilecta            | + 1' 02"   |
| 9  | Richard Depoorter (BEL) | Mercier-Hutchinson | + 3' 29"   |
| 10 | Joseph Somers (BEL)     | Cilo               | + 3' 29"   |